# Волосов (Житомирская область)
Во́лосов (укр. Волосів) — село на Украине, находится в Андрушёвском районе Житомирской области.
Код КОАТУУ — 1820382001. Население по переписи 2001 года составляет 495 человек. Почтовый индекс — 13413. Телефонный код — 4136. Занимает площадь 18,035 км².

## Адрес местного совета
13411, Житомирская область, Андрушёвский р-н, с.Волосов, ул.Кооперативная, 1